# Giro del Lazio 1972
Il Giro del Lazio 1972, trentottesima edizione della corsa, si svolse il 2 settembre 1972 su un percorso di 205,9 km. La vittoria fu appannaggio del belga Martin Van Den Bossche, che completò il percorso in 5h12'02", precedendo l'italiano Marcello Bergamo e lo svedese Tomas Pettersson.
Sul traguardo di Cave 22 ciclisti, su 82 partenti da Ariccia, portarono a termine la competizione.

## Ordine d'arrivo (Top 10)
| Pos. | Corridore              | Squadra   | Tempo    |
| ---- | ---------------------- | --------- | -------- |
| 1    | Martin Van Den Bossche | Molteni   | 5h12'02" |
| 2    | Marcello Bergamo       | Filotex   | s.t.     |
| 3    | Tomas Pettersson       | Ferretti  | a 8"     |
| 4    | Enrico Maggioni        | Dreher    | s.t.     |
| 5    | Davide Boifava         | Zonca     | a 13"    |
| 6    | Felice Gimondi         | Salvarani | a 32"    |
| 7    | Roger De Vlaeminck     | Dreher    | a 35"    |
| 8    | Herman Van Springel    | Molteni   | s.t.     |
| 9    | Gösta Pettersson       | Ferretti  | a 47"    |
| 10   | Carlo Brunetti         | -         | a 5'55"  |